# Redcap
Il Redcap (Berretto rosso) o Bloody Cap (Berretto insanguinato), chiamato anche Fir Larrig nell'Irlanda del Nord e conosciuto anche come powrie o dunter, è un personaggio del Piccolo Popolo del folklore irlandese. Della famiglia dei goblin (elfi malevoli pericolosi per l'uomo), egli è di aspetto emaciato e con capelli radi; è solito abitare le rovine dei castelli al confine tra Inghilterra e Scozia.
Si dice che i Berretti Rossi uccidano i viaggiatori che si accampano nelle loro case, spesso scaraventando dei massi dalla cima delle scogliere sopra gli sfortunati avventori, e dopo aver compiuto il misfatto intingano il cappello nel loro sangue (da qui il nome).
Secondo la tradizione popolare, i Berretti Rossi devono uccidere regolarmente, poiché se il sangue di cui è colorato il loro cappello si asciuga, sono essi a morire. Sono molto veloci nonostante portino pesanti falci di ferro (con cui allontanano chiunque invada il loro territorio), e stivali dello stesso metallo. Sfuggire a questi demoni dai denti di cervo è pressoché impossibile; l'unico modo di farli scappare è leggere un passaggio della Bibbia, poiché in questo modo essi perderebbero un dente.

## "Robin berretto rosso"
Il più notoriamente malvagio di tutti è senza dubbio Robin Redcap ("Robin Berretto Rosso"). Intimo amico del malvagio lord William de Soules, Robin causò molti danni e distruzioni nelle terre dimora del suo signore, ad Hermitage Castle: uomini furono uccisi, donne crudelmente stuprate, e vi erano anche praticate arti oscure. Si dice che tali furono le infamie e le blasfemie commesse ad Hermitage Castle, che la grande roccia del castello sembrò affondare sotto il peso di tali peccati, come se la terra madre si affannasse a nasconderli alla vista di Dio.
Lord Soules, a causa di tutto il male commesso, incontrò una fine orribile: fu trasportato presso il Nine Stane Rigg, un circolo di pietre magiche nei pressi del castello, e intrappolato in esse fu condannato a bollire a morte in un grande calderone.

## Nella cultura contemporanea
Berretto Rosso, con la sua crudeltà al di sopra di ogni morale, ha scatenato la fantasia di molti fumettisti, scrittori e ideatori di prodotti per ragazzi: è infatti anche il personaggio n. 25 della serie Monster in my pocket, una collezione di pupazzi giocattolo che rappresentano mostri, o figure tangenzialmente legate all'argomento.
Mike Mignola, autore dei fumetti della serie a fumetti Hellboy, include in un albo una storia breve intitolata Scarpe di ferro (Iron Shoes) in cui il protagonista Hellboy investiga su un castello abbandonato della Scozia e abitato da un goblin cannibale, che indossa scarpe di ferro e scaglia lance verso il protagonista. Questa storia si trova nella terza raccolta La Bara Incatenata e Altre Storie (The Chained Coffin and Others).
Recentemente anche ne fumetto Nemrod ("Icacciatori della bestia") ha fatto la sua apparizione un RedCap nell'episodio intitolato Mostri - Saved Me.
I Berretti Rossi sono anche menzionati nella serie dedicata al maghetto Harry Potter della scrittrice inglese J. K. Rowling.
Essi sono i nemici, corrispondenti alla descrizione originale, dei protagonisti del videogame MMORPG in 3D City of Heroes.
Nel cartone animato italiano Huntik - Secrets & Seekers, "Redcap" è uno dei titani usati più frequentemente dalla malvagia Organizzazione.
I berretti rossi appaiono anche in D&D nelle edizioni 5ª e 3.5.
I redcap sono uno dei principali tipi di spiriti fatati presenti nel gioco di ruolo Changeling: the Dreaming.